# فاتومف (تاجیکستان)
فاتومف (تاجیکستان) (به لاتین: Fatmev) یک منطقهٔ مسکونی در تاجیکستان است که در ولایت سغد واقع شده‌است.